# Erik Giudice

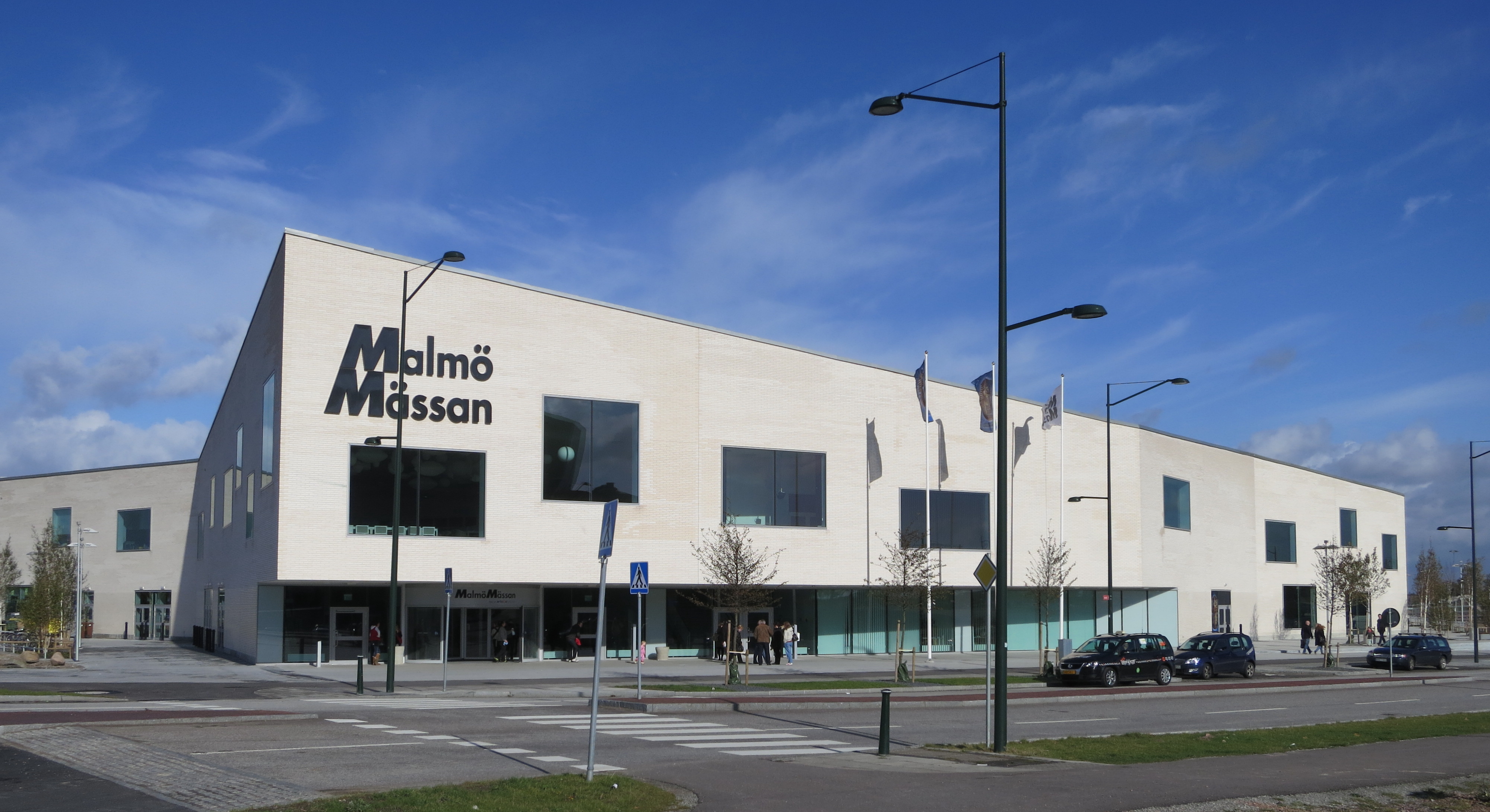
Malmömässan av Erik Giudice

Erik Giudice, född 1971, är en svensk-italiensk arkitekt som är uppvuxen i Stockholm samt Saint German en Laye väster om Paris. Han har examen från Ecole Nationale Supérieure d'Architecture de Paris-Belleville, 2001 och har studerat arkitektur i Venedig. Han har arkitektverksamheter i Paris och tidigare även i Stockholm, Göteborg och Malmö..
Giudice har bland annat arbetat med stadsplaneringsprojekt i Sverige och Frankrike, däribland: 
- Nya Årstafältet i Stockholm.[3] Planer för 4000 bostäder i Stockholms innerstad
- Nyhamnen i Malmö.[4] Studier för en 77 hektar utvidgning av Malmös stadskärna
- Strasbourgs nya affärskvarter Wacken[5]
- Förstudier för en närmare 100 hektar stor utvidgning av Göteborgs stadskärna i Gullbergsvass[6].

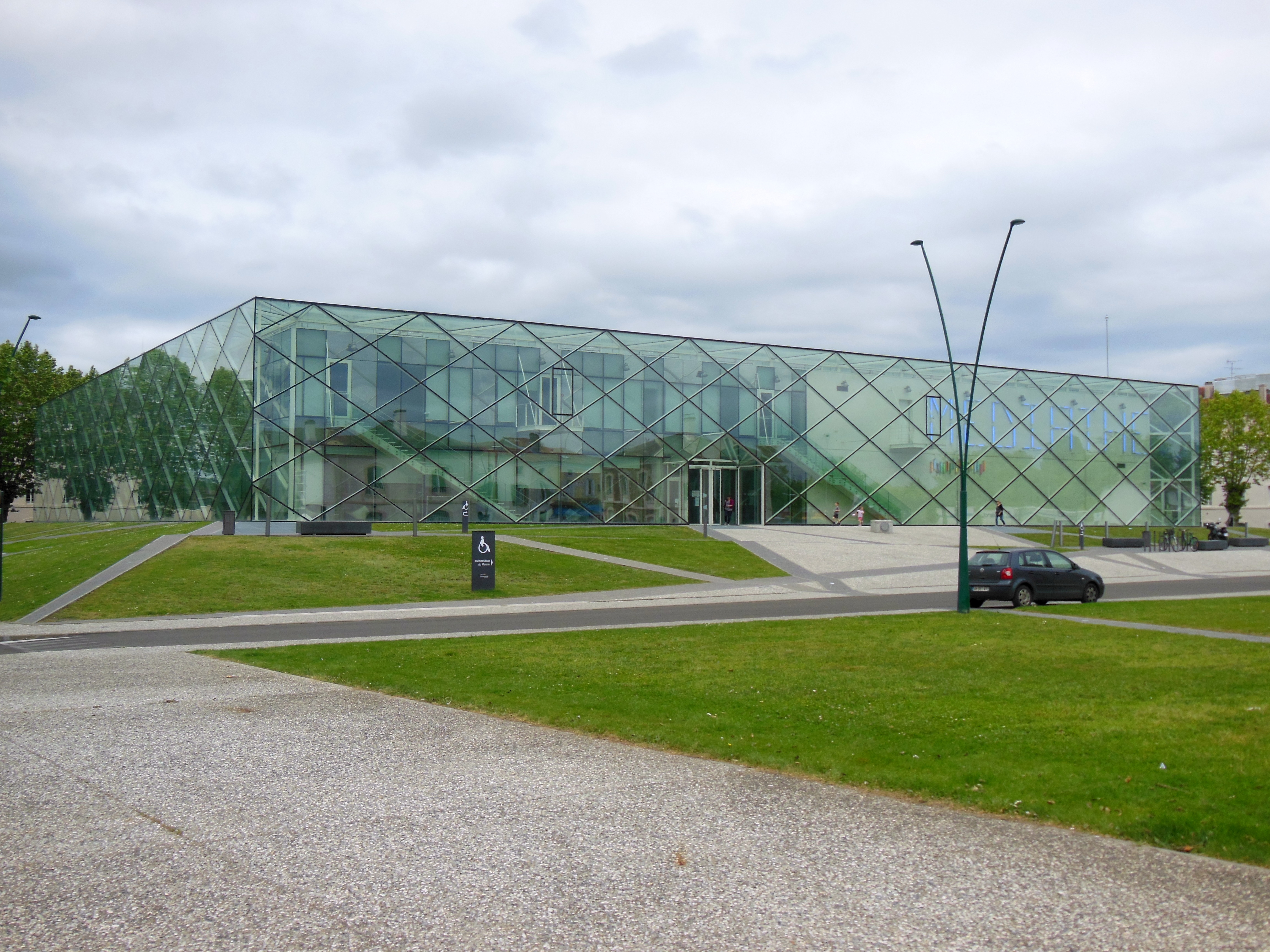
Médiathèque du Marsan

Erik Giudice har utformat arkitektur så som Malmömässan i Malmö, Höghastighetsstationen i Kénitra, Marocko och de nya partihallarna i Nantes, Frankrike.

## Vinster, utmärkelser, nomineringar samt kritik
2021: 3:e plats i Arkitekturupprorets Kasper Kalkon-pris för Sveriges fulaste nybygge samt förstaplats i kategorin "Årets fake view" i samma tävling för Platinan i Göteborg.
2020: BIM D'Or för bästa internationella BIM arbete för Platinan i Göteborg
2020: BIM D'Or för BIM arbete med Paris OS-by 2024 "Special mention of the Jury"
2020: MIPIM finalist för bästa industribyggnad 2020
2020: AFEX finalist för The Edge, kontorsbyggnad, Malmö
2020: Longlisted Deezen Awards för MIN Nantes partihallar, bästa infrastrukturprojekt
2020: Nominerad till l’Équerre d’Argent priset för MIN Nantes partihallar, kategori: Activités
2014: Ledamot i juryn för Kasper Salin-priset
2012: WAN Awards Urban regeneration vinnare för Bredgateområdent i H+ Helsingborg
2010: Vinnare i "Europe under 40 award" Pris för Europas mest framstående arkitekter under 40 år.
2009: Vinnare i den internationella arkitekturtävlingen kring Nya Årstafältet i Stockholm. Tillsammans med den franska landskapsarkitekten Michel Devigne
2008: Vinst i arkitekttävling om utbyggnaden av Mörby Centrum i Danderyd. I det vinnande förslaget, Solvind, ingår bygget av ett cirka 30 våningar högt hus. Det är dock oklart om förslaget får politiskt stöd för att genomföras